# Hoy por hoy
Hoy por hoy és un informatiu radiofònic espanyol, que es transmet des del dilluns 22 de setembre de 1986 a la Cadena SER. Amb més de trenta anys de transmissions a l'aire, ha aconseguit situar-se líder de la ràdio matinal en nombroses ocasions. El 2002 el programa es va expandir internacionalment i es va començar a transmetre a diversos països llatinoamericans, com Colòmbia i Mèxic, i també als Estats Units.
És, amb una mitjana de tres milions d'oïdors, el programa líder de la ràdio a Espanya. Dirigit i presentat per les periodistes Gemma Nierga i Pepa Bueno, s'emet diàriament de dilluns a divendres de les 6:00h a les 12:20h. El programa, de marcat caràcter informatiu, dedica les primeres hores del programa a repassar l'actualitat espanyola i internacional de tots els àmbits, especialment en el terreny polític. Destaca per l'emissió en directe d'entrevistes amb els personatges més destacats del dia, incloent-hi els principals líders polítics i caps de govern. Aquest tram, entre les 6:00h i les 10:00h hores és presentat per Pepa Bueno. Des de les 10:00h i fins a les 12:20h hores el programa adquireix un to més informal donant entrada a diverses seccions de temàtica variada, en les quals també té cabuda l'humor. Aquest tram és presentat per Gemma Nierga.

## Història
Hoy por hoy va fer la seva primera emissió el 22 de setembre de 1986, dirigit i presentat per Iñaki Gabilondo. Durant els seus primers anys en antena va tenir una dura pugna amb el programa Protagonistas, de Luis del Olmo, que liderava l'audiència de la franja matinal de la ràdio espanyola. En la tercera ona de l'Estudi General de Mitjans (EGM) de 1995 va obtenir el lideratge (2.117.000 d'oïdors d'Hoy por hoy enfront de 2.021.000 de Protagonistas) que ja no abandonaria. Gradualment, va anar augmentant la seva mitjana d'oients fins a arribar als 3.324.000 de la primera ona de 2004 segons l'EGM. El 1995 va rebre un Premi Ondas en la categoria Internacionals de ràdio pel programa especial sobre els 70 anys del naixement de la radiodifusió a Espanya.
El 30 d'agost de 2005 la Cadena SER va anunciar el canvi més important en la història del programa: Iñaki Gabilondo, director i presentador durant gairebé dinou anys, deixava el programa per encarregar-se de dirigir el telenotícies nocturn de la nova cadena de televisió Cuatro, pertanyent al Grup PRISA com la Cadena SER. En substitució de Gabilondo, la Cadena SER va anunciar el fitxatge de Carles Francino, que va dirigir i va presentar Hoy por hoy des del 19 de setembre de 2005.
Cal destacar la incorporació entre finals de 2006 i 2010 de Juanma Ortega com a animador i prescriptor publicitari, després de vuit anys realitzant el programa despertador Anda ya a Los 40 Principales.
Des del 3 de setembre de 2012 condueixen el programa Pepa Bueno i Gemma Nierga com a conseqüència d'una reestructuració de la programació de la Cadena SER. Carles Francino va passar a dirigir a les tardes el programa La ventana, també de la Cadena SER